# فرودگاه مامیگیلی
فرودگاه بین‌المللی ویلا مامیگیلی (به انگلیسی: Villa International Airport Maamigili) یک فرودگاه همگانی با کد یاتا VAM است که یک باند فرود بله دارد. این فرودگاه در کشور مالدیو قرار دارد و در ارتفاع ۲ متری از سطح دریا واقع شده‌است.